# Konsmo
Helle este o localitate din comuna Audnedal, provincia Vest-Agder, Norvegia, cu o suprafață de 0,27 km² și o populație de 261 locuitori (2013).